# Procuraduría General de la República de Costa Rica
La Procuraduría General de la República de Costa Rica (PGR) es el órgano adscrito al Ministerio de Justicia y Paz de Costa Rica encargado de representar legalmente al Estado en las materias de su competencia, así como de ser el órgano superior consultivo y técnico-jurídico de la administración pública costarricense, y por lo que cuenta con una estrecha relación con todas las instituciones gubernamentales del país. Su actual titular es Julio Jurado Fernández.

## Historia
El 2 de junio de 1948, mediante el Decreto n.° 40, la Junta Fundadora de la Segunda República, presidida por José María Figueres Ferrer, crea la Procuraduría General de la República (PGR) bajo la dependencia del Ministerio de Justicia y Gracia. A esta se le asignaron funciones de Ministerio Público y se le asignó la función de representar y defender al Estado ante los Tribunales de Justicia.
El 10 de enero de 1967, durante la administración de Carlos Joaquín Trejos Fernández, se emite la Ley Orgánica de la Procuraduría General de la República, n.° 3848, que le atribuye nuevas funciones y lo adscribe al Ministerio de la Presidencia, en vez del Ministerio de Justicia. Esta Ley es reestructurada y reformada el 27 de septiembre de 1982, durante la administración de Luis Alberto Monge Álvarez, y se define en ella su naturaleza jurídica y funciones actuales, además de volver a adscribir el organismo al Ministerio de Justicia, más esta vez como un órgano de desconcentración de grado máximo.

## Funciones
La Procuraduría General de la República de Costa Rica tiene, entre algunas de sus funciones, las siguientes:
- Ejercer la representación del Estado en los negocios de cualquier naturaleza, que se tramiten o deban tramitarse en los tribunales de justicia.
- Dar los informes, dictámenes, pronunciamientos y asesoramiento que, acerca de cuestiones jurídicas, le soliciten el Estado, los entes descentralizados, los demás organismos públicos y las empresas estatales.
- Representar al Estado en los actos y contratos que deban formalizarse mediante escritura pública.
- Poner en conocimiento de los jerarcas respectivos de la Administración Pública cualquier incorrección de los servidores públicos que encontrare en los procedimientos jurídico-administrativos.
- Intervenir en las causas penales, de acuerdo con lo que al efecto disponen esta ley y el Código de Procedimiento Penales.
- Interponer el recurso de revisión contra las sentencias de los tribunales del país, y contestar las audiencias que se le otorguen en los recursos de inconstitucionalidad, conforme con las disposiciones de la ley.
- Cumplir con las actuaciones, facultades y deberes que el Código de Procedimientos Civiles y otras leyes atribuyen al Ministerio Público. Se exceptúan las materias de índole penal.
- Defender a los servidores del Estado cuando se siga causa penal contra ellos por actos o hechos en que participen en el cumplimiento de sus funciones.
- Realizar las acciones administrativas necesarias para prevenir, detectar y erradicar la corrupción e incrementar la ética y la transparencia en la función pública, así como denunciar y acusar ante los tribunales de justicia a los funcionarios públicos y las personas privadas cuyo proceder exprese actos ilícitos vinculados con el ejercicio de su cargo o con ocasión de este, en las materias competencia de la Jurisdicción Penal de Hacienda y de la Función Pública.
- Actuar en defensa del patrimonio nacional, de los recursos existentes en la zona marítimo-terrestre, el mar territorial, la zona económica exclusiva y la plataforma continental.

## Estructura
La Procuraduría General de la República de Costa Rica se estructura en los siguientes órganos y dependencias:
- La Dirección de la Procuraduría de Ética Pública.
- La Dirección de Derecho de la Función Pública.
  - Procuraduría de Relaciones de Servicios.
- La Dirección de Derecho Público y del Ministerio Público Civil.
  - Procuraduría de Hacienda.
  - Procuraduría Civil.
  - Procuraduría Mercantil.
  - Procuraduría de Asuntos Internos.
  - Procuraduría de Familias.
  - Procuraduría Administrativa.
  - Procuraduría Contencioso-Administrativa.
  - Procuraduría Constitucional.
  - Procuraduría Fiscal.
- La Dirección de Derecho Agrario y Ambiental.
  - Procuraduría Ambiental y de la Zona Marítimo-Terrestre.
  - Procuraduría Agraria.
- La Dirección de Derecho Penal.
  - Procuraduría Penal.
  - Procuraduría de Defensas Penales.
  - Procuraduría Regional.
- La Dirección de Desarrollo Institucional.
  - Departamento Financiero-Contable.
  - Departamento de Recursos Humanos.
  - Departamento de Registro y Control Documental.
  - Departamento de Proveeduría.
  - Departamento de Servicios Generales.
- El Departamento General de Notaría del Estado.
- El Departamento General del Sistema Nacional de Legislación Vigente (SINALEVI).
  - Sistema Costarricense de Información Jurídica (SCIJ).
- El Departamento General de la Procuraduría de Derecho Informático e Informática Jurídica.